# Charles Darwin (album)
Charles Darwin is een conceptalbum van de Franse muziekgroep XII Alfonso over het leven van de wetenschapper. Het album is een voortzetting van de reeks albums die terugvoeren op personen. Al eerder gaf het twee albums uit over Claude Monet. De groep geeft onregelmatig muziek uit en besteedt daarbij ruim aandacht aan de verpakking. Dit album komt uit in een 3cd-set verpakt in een 50-pagina dik miniboekwerkje. Die aanpak bleek voor hen te werken: een keur aan artiesten nam deel aan dit album, dat opgenomen is in Studio Le Donjon voor wat betreft de basismuziek. De meeste artiesten leverden hun bijdrage via thuisopnamen. Drummer Thierry Moreno overleed tijdens de opnamen van dit album.

## Musici
- François Claerhout – zang, toetsinstrumenten
- Thierry Moreno – slagwerk, percussie
- Philippe Claerhout – gitaar
- Stépane Ducassé – blaasinstrumenten

Met als gastartiesten:
- Mickey Simmonds – toetsinstrumenten
- Maggie Reilly – zang
- Tim Renwick – gitaar
- Antoine Cramont – cello
- Florian Berrouet – klassieke gitaar
- Robin Boult – gitaar
- Michael Geyre – accordeon
- Vincent Bénard – bas
- Elliot Murphy – zang
- Gaspard Murphy – zang
- Raphael Ravenscroft – saxofoons
- Franck Chuabet – gitaar
- John Helliwell – saxofoons
- Francis Dunnery – gitaar
- Ronnie Caryl – zang
- Philippe Poirier – bodhran, gong
- Sand Roman Maroye – zang
- Christophe Maroye – bas
- Federico Zavala – zang
- Gustavo Zavala– toetsinstrumenten, koor
- Osvaldo Zavala – toetsinstrumenten, koor
- Humberto T. Correa, Tadeo Zaval, Fatima Soto, Francisco Zavala, Juan Zavala – stem, zang, koor
- Huong Thanh – zang
- Hong NGuyen – dan tranh
- Stephane Rolland – bas
- David Paton – bas
- Gaëlle Gaïdo- zang
- Hugo Denoyelle – gitaar
- Eve M, Lousia B, Myriam Z. en Pauline D. – zang
- leonard Darwin – zang
- Freegh – zang
- Jayney Klimek – zang
- Alistair Gordon – zang
- John Hackett – dwarsfluit
- Ton Scherpenzeel – toetsinstrumenten (Mysterious illness)
- Terry Oldfield – dwarsfluit
- Ian Bairnson – gitaar
- Michael Manning – bas
- Laure Oltra - zang

## Muziek
De muziek bestaat uit een combinatie van progressieve rock en folk. Het album is verdeeld in drie perioden uit het leven van Darwin.

| Nr. | Titel                                             | Duur |
| --- | ------------------------------------------------- | ---- |
| 1.  | Collection one (Chaubet)                          | 1:41 |
| 2.  | Earliest recollections (beide Claerhouts, Moreno) | 4:58 |
| 3.  | Stolen fruits (traditional)                       | 3:14 |
| 4.  | Physics and hunting (P. Claerhout)                | 3:51 |
| 5.  | Silent battle (beide Claerhouts, Moreno)          | 4:38 |
| 6.  | Collection two and three (Chaubet)                | 1:47 |
| 7.  | The bump of reverence (P. Claerhout)              | 5;32 |
| 8.  | Leaving England (1) (P. Claerhout)                | 1:31 |
| 9.  | Leaving England (2) (P. Claerhout, Moreno)        | 3:05 |
| 10. | The letter from Henslow (P. Claerhout)            | 3:19 |
| 11. | HMS Beagle (P. Claerhout, Moreno)                 | 3:52 |
| 12. | Collection four (Chaubet)                         | 0:30 |
| 13. | Captain Fitz-Roy (beide Claerhouts)               | 2:50 |
| 14. | Straights of Magellan (Moreno, F. Claerhout)      | 5:12 |
| 15. | Tierra del Fuego (F. Zavala)                      | 7:46 |
| 16. | Darwin’s Finches (beide Claerhouts, Thanh)        | 3:54 |
| 17. | Homeward bound (Chaubet)                          | 3:08 |

| Nr. | Titel                                                  | Duur |
| --- | ------------------------------------------------------ | ---- |
| 1.  | Collection five (Chaubet)                              | 1:49 |
| 2.  | So many years (P. Claerhout, Moreno)                   | 3:40 |
| 3.  | Strange fossil (beide Claerhouts)                      | 2:53 |
| 4.  | Emma and Charles (beide Claerhouts, Moreno)            | 5:33 |
| 5.  | The choral of life (F. Claerhout)                      | 5:05 |
| 6.  | Collection six (Chaubet)                               | 1:08 |
| 7.  | Down house (P. Claerhout, Moreno)                      | 4:30 |
| 8.  | The island of Devil’s riding school (beide Claerhouts) | 3:58 |
| 9.  | Annie (1) (P. Claerhout, Gérard Lenorman)              | 2:54 |
| 10. | Annie (2) (P. Claerhout)                               | 2:00 |
| 11. | Collection seven (Chaubet)                             | 2:30 |
| 12. | Beloved Cirripedia (F. Claerhout)                      | 3:53 |
| 13. | An ordinary day (F. Claerhout, S. Roman-Garcia)        | 3:52 |
| 14. | Salting the seeds (F. Claerhout)                       | 6:21 |
| 15. | Lenny (beide Claerhouts)                               | 2:33 |
| 16. | It’s time to write (beide Claerhouts, Freegh)          | 2:28 |
| 17. | Collection eight (Chaubet)                             | 0:53 |
| 18. | Missing links (beide Claerhouts, Moreno)               | 3:05 |

| Nr. | Titel                                                      | Duur |
| --- | ---------------------------------------------------------- | ---- |
| 1.  | Collection nine (Chaubet)                                  | 0:51 |
| 2.  | Bound together (P. Claerhout, Moreno)                      | 4:47 |
| 3.  | Descent with modification (F. Claerhout)                   | 2:34 |
| 4.  | On the Origin of Species (P. Claerhout, Thanh, NGuyen)     | 6:35 |
| 5.  | Controverse in Oxford (traditional)                        | 1;24 |
| 6.  | Collection ten (Chaubet)                                   | 0:54 |
| 7.  | Slave makers (F. Claerhout)                                | 3:58 |
| 8.  | L.U.C.A. (Last human common ancestor) (traditional)        | 4:01 |
| 9.  | Sombre thoughts (P. Claerhout, Freegh)                     | 5:27 |
| 10. | Collection eleven (Chaubet)                                | 0:55 |
| 11. | The Copley Medal (P. Claerhout)                            | 2:44 |
| 12. | Vision of the Indian Mound (F. Claerhout)                  | 6:21 |
| 13. | The descent of man (P. Claerhout, S. Roman Garcia, Freegh) | 4:51 |
| 14. | Collection twelve (Chaubet)                                | 0:53 |
| 15. | Struggle for existence (F. Claerhout)                      | 1:33 |
| 16. | Charles Darwin’s burial (P. Claerhout, Moreno)             | 4:39 |